# تلمبة ياسر (نغار بردسير)
تلمبة ياسر (بالإنجليزية: Tolombeh-ye Yasser)‏ هي مستوطنة تقع في إيران في كرمان. يقدر عدد سكانها بـ 17 نسمة .